# La luz verde
La luz verde és una sarsuela còmica en 1 acte, dividit en dos quadres i un intermedi, amb llibret de Fiacro Yrayzoz i música d'Amadeu Vives, estrenada al Teatro Apolo de Madrid, el 16 d'abril de 1899. A Barcelona va veure la llum per primera vegada, el 10 d'octubre del mateix any, al Teatre Eldorado.